# Auberville-la-Renault
Auberville-la-Renault település Franciaországban, Seine-Maritime megyében. Lakosainak száma 451 fő (2022. január 1.). Auberville-la-Renault Bretteville-du-Grand-Caux, Épreville, Mentheville, Sausseuzemare-en-Caux és Tourville-les-Ifs községekkel határos.

## Népesség
A település népességének változása:
| Lakosok száma | 464  | 465  | 470  | 462  | 460  | 458  | 456  | 453  | 451  |
|               | 2013 | 2015 | 2016 | 2017 | 2018 | 2019 | 2020 | 2021 | 2022 |